# Echeveria colorata
Echeveria colorata är en fetbladsväxtart som beskrevs av Walther. Echeveria colorata ingår i släktet Echeveria och familjen fetbladsväxter. Utöver nominatformen finns också underarten E. c. brandtii.

## Bildgalleri

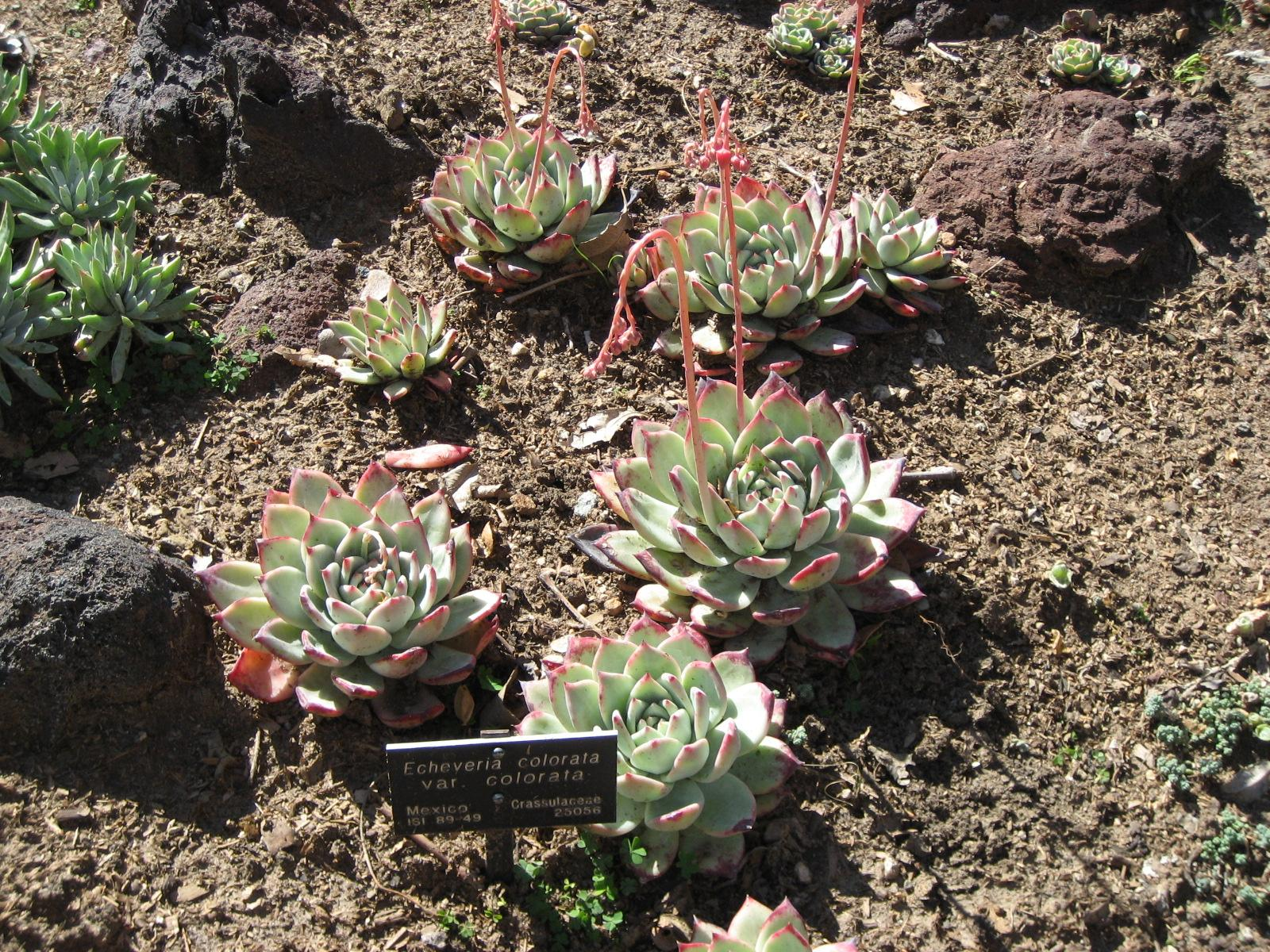